# Altirische Sprache
Als Altirisch (altirisch Goídelc, neuirisch Sean-Ghaeilge, schottisch-gälisch Seann-Ghàidhlig, englisch Old Irish oder Old Gaelic) wird die Sprachstufe der irischen und der schottisch-gälischen Sprache bezeichnet, die mit dem Einsatz der Schriftlichkeit in lateinischer Schrift beginnt und etwa mit dem Zerfall der altirischen Standardisierung endet. Die neuere Forschung setzt für das Altirische den Zeitraum zwischen etwa 600 und 900 an.

## Grundmerkmale
Wie viele andere ältere indogermanische Sprachen war das Altirische eine äußerst flexionsreiche Sprache. Insbesondere das Verbalsystem mit seinem vollständig doppelten System von unabhängigen und abhängigen Formen sowie seinem Reichtum an Suppletivstämmen bot eine sehr unübersichtliche Formenvielfalt. Aber auch Substantive, Adjektive und Pronomina wurden reich flektiert. Der grundlegende Satztyp war VSO (Verb-Subjekt-Objekt). Insbesondere in der Lyrik waren gewisse Varianten möglich, die sich später vorwiegend zu Topikalisierungsmitteln entwickelten.
Auch in phonologischer Hinsicht war das Altirische eine komplexe Sprache, da sich hier erstmals (ein Resultat der Entwicklungen im urtümlichen Irisch vor 600) Merkmale wie Palatalisierung, Anlautmutationen und durch Mutation, Synkope und Apokope sowie Vereinfachung entstandene neue Laute zeigten.
Der Wortschatz des Altirischen ist vorwiegend gälischer Herkunft, ist aber stark mit lateinischen und britisch-keltischen (meist wohl walisischen) Wörtern durchsetzt. Der lateinische Teil des Lexikons betrifft naheliegenderweise häufig Begriffe aus dem kirchlichen Bereich (bendacht < benedictum „Segen“; ecl(a)is < ecclesia „Kirche“; o(i)frend < offerendum „Messe“, ifernn < infernum „Hölle“). Der Umstand, dass ein Teil des kirchlichen Vokabulars Spuren des Britannischen bzw. des britischen Vulgärlateins zeigt, weist darauf hin, dass zumindest ein Teil der Christianisierung von Briten durchgeführt wurde. So ist von Patrick aus seinen eigenen Schriften bekannt, dass er eigentlich Brite war.

## Phonologie

### Konsonanten
Das rekonstruierte Konsonanteninventar des Altirischen wird in der folgenden Tabelle dargestellt. /N/, /Nʲ/, /L/, /Lʲ/, /R/, /Rʲ/ stellen Fortes dar, deren genaue Artikulation unbekannt ist, die aber vermutlich länger, gespannter und ganz allgemein mit mehr Druck artikuliert wurden als ihre Lenis-Gegenstücke /n/, /nʲ/, /l/, /lʲ/, /r/, /rʲ/.
|                      |               | labial | dental | alveolar | velar | glottal |
| -------------------- | ------------- | ------ | ------ | -------- | ----- | ------- |
| Plosive              | velarisiert   | p b    | t d    | t d      | k g   |         |
| Plosive              | palatalisiert | pʲ bʲ  | tʲ dʲ  | tʲ dʲ    | kʲ gʲ |         |
| Nasale               | velarisiert   | m      | N n    | N n      | ŋ     |         |
| Nasale               | palatalisiert | mʲ     | Nʲ nʲ  | Nʲ nʲ    | ŋʲ    |         |
| Frikative            | velarisiert   | f v    | θ ð    | s        | x ɣ   | h       |
| Frikative            | palatalisiert | fʲ vʲ  | θʲ ðʲ  | sʲ       | xʲ ɣʲ | hʲ      |
| Nasalierte Frikative | velarisiert   | ṽ      |        |          |       |         |
| Nasalierte Frikative | palatalisiert | ṽʲ     |        |          |       |         |
| Approximanten        | velarisiert   |        | R r    | R r      |       |         |
| Approximanten        | palatalisiert |        | Rʲ rʲ  | Rʲ rʲ    |       |         |
| Laterale             | velarisiert   |        | L l    | L l      |       |         |
| Laterale             | palatalisiert |        | Lʲ lʲ  | Lʲ lʲ    |       |         |

Einige Details der altirischen Phonetik sind nach wie vor unbekannt. /sʲ/ könnte [⁠ɕ⁠] oder [⁠ʃ⁠] gesprochen worden sein, wie im heutigen Irisch. /hʲ/ könnte /⁠h⁠/ und/oder /xʲ/ darstellen. /Nʲ/ und /Lʲ/ könnten [⁠ɲ⁠] bzw. [⁠ʎ⁠] sein. Der Unterschied zwischen /R(ʲ)/ und /r(ʲ)/ mag der zwischen einem Vibranten und einem Flap gewesen sein.

### Vokale
Das rekonstruierte Inventar der altirischen Vokale besteht aus 5 kurzen und 5 langen Monophthongen sowie 12 Diphthongen:
|             | vorne | vorne | zentral | zentral | hinten | hinten |
| ----------- | ----- | ----- | ------- | ------- | ------ | ------ |
| lang        | kurz  | lang  | kurz    | lang    | kurz   |        |
| geschlossen | iː    | i     |         |         | uː     | u      |
| mittel      | eː    | e     |         |         | oː     | o      |
| offen       |       |       | aː      | a       |        |        |

Die Verteilung der Kurzvokale in unbetonten Silben ist etwas kompliziert.
Alle Kurzvokale können wortauslautend in unbetonter offener Silbe nach velarisiertem oder palatalisiertem Konsonanten stehen. Die vorderen Vokale /⁠e⁠/ und /⁠i⁠/ werden nach velarisiertem Konsonanten meist ae bzw. ai geschrieben, was hier eine zurückgezogene Zungenwurzel anzeigen könnte, etwa [⁠ɘ⁠] bzw. [⁠ɨ⁠]. Alle zehn Möglichkeiten werden hier durch Beispiele illustriert.
| marba /ˈmarva/ ‚ich töte‘ (1. Person Singular Konjunktiv) | léicea /ˈLʲeːgʲa/ ‚ich verlasse‘ (1. P. Sg. Konj.) |
| marbae /ˈmarve/ ‚du tötest‘ (2. P. Sg. Konj.)             | léice /ˈLʲeːgʲe/ ‚du verlassest‘ (2. P. Sg. Konj.) |
| marbai /ˈmarvi/ ‚du tötest‘ (2. P. Sg. Indikativ)         | léici /ˈLʲeːgʲi/ ‚du verlässt‘ (2. P. Sg. Ind.)    |
| súlo /ˈsuːlo/ ‚Auges‘ (Genitiv)                           | doirseo /ˈdoRʲsʲo/ ‚Tür‘ (Gen.)                    |
| marbu /ˈmarvu/ ‚ich töte‘ (1. P. Sg. Ind.)                | léiciu /ˈLʲe:gʲu/ ‚ich verlasse‘ (1. P. Sg. Ind.)  |

In unbetonten geschlossenen Silben hängt die Vokalqualität der Kurzvokale von den sie umgebenden Konsonanten ab und ist in aller Regel vorhersagbar. Zwischen velarisierten Konsonanten steht der Vokal /⁠a⁠/, wie in dígal /ˈdʲiːɣal/ ‚Rache‘ (Nominativ). Zwischen palatalisiertem und velarisiertem Konsonanten steht /⁠e⁠/, wie in dliged /ˈdʲlʲiɣʲeð/ ‚Recht, Gesetz‘ (Nom.). Vor palatalisiertem Konsonanten steht /⁠i⁠/, wie in dígail /ˈdʲiːɣilʲ/ ‚Rache‘ Akk. und dligid /ˈdʲlʲiɣʲiðʲ/ ‚Rechts, Gesetzes‘ Gen.
Abweichend von dieser Regel steht /⁠u⁠/ wenn die folgende Silbe im Urkeltischen (urkelt.) ein langes ū enthielt (Beispiel: dligud /ˈdʲlʲiɣuð/ ‚Rechte, Gesetze‘ Dat. zu urkelt. *dligitū-). Daneben steht häufig /⁠o⁠/ oder /⁠u⁠/ nach velarisiertem Labial (Beispiel: lebor /ˈLʲevor/ ‚Buch‘; domun /ˈdoṽun/ ‚Welt‘).
Das Inventar der altirischen Diphthonge zeigt die folgende Tabelle:
| Lang (bimoraisch) | Lang (bimoraisch) | Lang (bimoraisch) | Lang (bimoraisch) | Lang (bimoraisch) | Kurz (monomoraisch) | Kurz (monomoraisch) |
| ai                | ia                | ui                |                   | au                | ĭu                  | ău                  |
| oi                | ua                | iu                | eu                | ou                | ĕu                  |                     |

## Orthographie
Wie bei den meisten mittelalterlichen Sprachen war die Orthographie des Altirischen nicht fixiert, so dass die folgenden Ausführungen als Generalisierungen zu verstehen sind. Einzelne Manuskripte können von den hier beschriebenen Prinzipien stark abweichen.
Das altirische Alphabet besteht aus den folgenden 18 Buchstaben des lateinischen Alphabets: a, b, c, d, e, f, g, h, i, l, m, n, o, p, r, s, t, u.
Zusätzlich finden der Akut und ein über dem Buchstaben geschriebener Punkt Verwendung.
- Der Akut zeigt einen langen Vokal an: á, é, í, ó, ú sind lange Vokale
- Der übergeschriebene Punkt zeigt Lenierung von f oder s an: ḟ ist stumm, ṡ wird gesprochen als /⁠h⁠/
- Der Punkt wird manchmal auch über m oder n verwendet, um Nasalierung zu kennzeichnen: ṁ, ṅ.

Eine Anzahl von Digraphen wird ebenfalls benutzt:
- der Buchstabe i hinter einem Vokal, um anzuzeigen, dass der folgende Konsonant palatalisiert ist: ai, ei, oi, ui; ái, éi, ói, úi
- der Buchstabe h hinter c, t, p, um einen Frikativ anzuzeigen: ch, th, ph
- Die Diphthonge werden ebenfalls durch Digraphen repräsentiert: áe/aí, ía, uí, áu, óe/oí, úa, éu, óu, iu, au, eu

Wenn keine Anlautmutation stattgefunden hat, haben die Konsonantenbuchstaben in wortinitialer Position die folgenden Lautwerte, wobei die velarisierte Variante vor hinteren Vokalen (a, o, u) steht und die palatalisierte vor vorderen Vokalen (e, i):
- b: /b/, /bʲ/
- c: /k/, /kʲ/
- d: /d/, /dʲ/
- f: /f/, /fʲ/
- g: /g/, /gʲ/
- h: vgl. die Diskussion unten
- l: /L/, /Lʲ/
- m: /m/, /mʲ/
- n: /N/, /Nʲ/
- p: /p/, /pʲ/
- r: /R/, /Rʲ/
- s: /s/, /ʃ/
- t: /t/, /tʲ/

Obwohl das Altirische sowohl einen Laut /⁠h⁠/ als auch einen Buchstaben h besitzt, gibt es keine konsistente Beziehung zwischen den beiden. Wörter, die mit einem Vokal anlauten, werden manchmal mit stummen wortinitialem h geschrieben, vor allem, wenn sie sehr kurz sind (die Präposition i „in“ wurde manchmal hi geschrieben), oder wenn sie betont werden müssen (die Bezeichnung für Irland, Ériu, wurde manchmal Hériu geschrieben). Auf der anderen Seite werden Wörter, die mit /h/ anlauten, normalerweise ohne h geschrieben, z. B. a ór /a hoːr/ „ihr Gold“. Wenn Laut und Schreibung korrespondieren, dann durch Zufall, wie in ní hed /Nʲiː heð/ „es ist nicht“.
Nach Vokal oder nach l, n, oder r können die Buchstaben c, p, t sowohl für stimmhafte als auch für stimmlose Plosive stehen; sie können auch doppelt geschrieben für beide Varianten eintreten:
- mac oder macc /mak/ „Sohn“
- bec oder becc /bʲeg/ „klein“
- op oder opp /ob/ „ablehnen“
- brat oder bratt /brat/ „Umhang“
- brot oder brott /brod/ „anstacheln“
- derc /dʲerk/ „Loch“
- derc /dʲerg/ „rot“
- daltae /daLte/ „Pflegekind“
- celtae /kʲeLde/ „die sich verstecken“
- anta /aNta/ „von übrig bleibenden“
- antae /aNde/ „die übrig bleiben“

Nach Vokal stehen die Buchstaben b, d, g für die Frikative /v, ð, ɣ/ oder ihre palatalisierten Äquivalente:
- dub /duv/ „schwarz“
- mod /moð/ „Arbeit“
- mug /muɣ/ „Sklave“
- claideb /klaðʲev/ „Schwert“
- claidib /klaðʲivʲ/ „Schwerter“

Nach m ist b ein Plosiv, aber nach d, l und r ein Frikativ:
- imb /imʲbʲ/ „Butter“
- odb /oðv/ „Knoten (in einem Ast)“
- delb /dʲelv/ „Bild“
- marb /marv/ „tot“

Nach n und r ist d ein Plosiv
- bind /bʲiNʲdʲ/ „melodiös“
- cerd /kʲeRd/ „Kunst, Geschick“

Nach n, l und r ist g normalerweise ein Plosiv, aber in einigen Wörtern auch ein Frikativ:
- long /loŋg/ „Schiff“
- delg oder delc /dʲelg/ „Dorn“
- argat oder arggat /argad/ „Silber“
- ingen /inʲɣʲen/ „Tochter“
- bairgen /barʲɣʲen/ „Brotlaib“

Nach Vokalen ist m normalerweise ein Frikativ, manchmal aber auch ein (nasaler) Plosiv und wird in diesem Fall häufig verdoppelt:
- dám /daːṽ/ „Gesellschaft“
- lom oder lomm /lom/ „kahl“

Die Digraphen ch, ph, th erscheinen nicht in wortinitialer Position, außer bei Lenisierung. Die Aussprache ist dann /x/, /f/, /θ/.
- ech /ex/ „Pferd“
- oíph /oif/ „Schönheit“
- áth /aːθ/ „Furt“

Die Buchstaben l, n und r werden doppelt geschrieben, wo sie gespannte Sonoranten darstellen und einfach, wo sie ungespannte darstellen. Wortinitial werden allerdings auch gespannte Sonoranten einfach geschrieben.
- corr /koR/ ‚Reiher‘
- cor /kor/ ‚Stellen, Wurf‘
- coll /koL/ ‚Hasel, -strauch‘
- col /kol/ ‚Sünde‘
- sonn /soN/ ‚Pfahl, Balken‘
- son /son/ ‚Laut‘

## Morphologie

### Verben
Das Verb bildet den komplexesten Teil der altirischen Grammatik. Historisch gesehen sind viele altirische Verben aus komplizierten Gebilden aus einem Stamm und mehreren Vorsilben (bis zu 6 nacheinander) entstanden, entfernt vergleichbar mit dt. sehen/vorsehen/versehen/ansehen usw. Zudem herrschte im urtümlichen Irisch – und nach Meinung der meisten Forscher auch im Altirischen – eine sehr starke Betonung auf der ersten Silbe. Im urtümlichen Irisch hatte dies zur Folge, dass Wörter mit mindestens drei Silben durch Synkope und Apokope stark verkürzt wurden. Im Altirischen war die Betonung auf der ersten Silbe möglicherweise nicht mehr ganz so stark akzentuiert, doch immer noch stark genug, um Verben, denen zu Negations- oder Fragezwecken eine Partikel vorangestellt wurde, ebenfalls „schrumpfen“ zu lassen. So wurde beispielsweise aus
- ad·cí /aðˈkʲiː/ ‚er/sie/es sieht‘ > ni·accai /nʲi ˈakai/ oder ni·aicci /nʲi ˈakʲi/ ‚er/sie/es sieht nicht‘
- do·beir /doˈbʲerʲ/ ‚er/sie/es gibt‘ > ni·tabair /nʲi ˈtavərʲ/ ‚er/sie/es gibt nicht‘.

Im zweiten Beispiel wird aufgrund des Betonungswechsels (und der daher notwendigen stärkeren artikulatorischen Kraft für die erste Stammsilbe) statt des schwach artikulierten do- eine Form des ursprünglichen Präverbs to- (hier als ta-) verwendet. Dieses Muster von „absoluten“ und „abhängigen“ (bei zusammengesetzten Verben – wie oben, mit Vorsilbe – „deuterotonischen“ und „prototonischen“) Formen durchzieht das gesamte Verbalsystem des Altirischen. Viele neuirische Verben leiten sich von den prototonischen Formen ab, so z. B. tabhair aus air. (ni·)tabair.
Hinzu kommt eine hohe Anzahl von Suppletivstämmen, also Stämmen innerhalb eines Paradigmas, die nicht auf die gleiche Wurzel zurückzuführen sind (vgl. dt. sein/war/bin).
Objektpronomen werden im Altirischen ins Innere der Verbform eingegliedert. Dies wird traditionell als „Infigierung“ bezeichnet, es handelt sich genauer gesagt jedoch um pronominale Klitika, also um Wörter, die lautlich unselbständig sind (vergleiche zu den folgenden Beispielen den heute üblichen Begriff des Infixes im Artikel Infix (Linguistik)). — Beispiele:
- carat ‚sie lieben‘ - nitcharat ‚sie lieben dich nicht‘ = ni - t - c(h)arat)
- do·beir /doˈber´/ ‚er/sie/es gibt‘ > dom·beir /domˈver´/ ‚er/sie/es gibt mich‘, dot·beir /dodˈver´/ ‚er/sie/es gibt dich‘, da·beir /daˈver´/ ‚er/sie/es gibt ihn‘, da·beir /daˈber´/ ‚er/sie/es gibt sie‘ usw.

Bei einfachen Verben ohne Vorsilbe wird zwecks Einbau der Pronomina die bedeutungslose Vorsilbe no- präfigiert und die abhängige Verbform benutzt:
- berid /ˈb´er´ið´/ ‚er/sie/es trägt‘ > nom·beir /nomˈver´/ ‚er/sie/es trägt mich‘, not·beir /nodˈver´/ ‚er/sie/es trägt dich‘, na·beir /naˈver´/ ‚er/sie/es trägt ihn‘, na·beir /naˈber´/ ‚er/sie/es trägt sie‘ usw.

Das Altirische weist noch viele der aus dem Indogermanischen ererbten Ausprägungsformen der Verbparadigmen auf. Alle Verbformen werden synthetisch gebildet, d. h., die Formen enthalten selbst per Suffix oder Lautwandel die Informationen zu Person, Zahl, Zeitform, Modus und Genus. Lediglich bei der Zeitform spielen auch Präfixe (ro- in Vergangenheitstempora) eine Rolle. Die Vielzahl von Zeitformen, mehreren Modi und drei Genera (Aktiv, Passiv, Deponens) ist jedoch nicht für jedes einzelne Verb voll belegt und war möglicherweise auch nie vollständig in Verwendung.

### Substantive und Adjektive
Im Allgemeinen sind Adjektive den dazugehörigen Substantiven nachgestellt. Beide Wortarten werden üblicherweise und ähnlich wie in anderen indogermanischen Sprachen in unterschiedliche Klassen eingeteilt, die vom Stammvokal der Wurzel bzw. der konsonantischen Bildung der Fälle abhängen. Bei den Substantiven gibt es 13 Klassen (Stämme in -o-, -ā-, -io-, -iā-, -i-, -ī-, -u-, Diphthong, Guttural, Dental, Nasal, -r und -s), bei den Adjektiven nur 5 Klassen (Stämme in -o-/-ā-, -io/-iā-, -i-, -u-, Konsonant – letztere werden wegen zu weniger Beispiele zusammengefasst). Von diesen Klassen ist das jeweilige Deklinationsmuster abhängig.
Sowohl Substantive als auch Adjektive weisen maskuline, feminine und neutrale Formen auf und werden vollständig nach Kasus und Numerus dekliniert. Die Fälle wie die Numeri sind aus dem Indogermanischen ererbt: Nominativ, Vokativ, Akkusativ, Genitiv, Dativ (die irische Reihenfolge entspricht der englischen). Der Dativ ist jedoch als eigenständiger Fall kaum vorhanden, er wird meist zusammen mit bestimmten Präpositionen gebraucht. Als Numeri werden Singular, Plural
und Dual gebraucht, wobei der Dual nur noch in Resten erhalten ist. Das Besondere an der altirischen Deklination besteht wahrscheinlich darin, dass die ererbten Endungen nur zum Teil als eigentliche Endungen erscheinen. Durch Synkope und Apokope im urtümlichen Irisch sind die ererbten Änderungen meist verloren gegangen, äußern sich jedoch weiterhin in der Qualität des Auslauts.
Beispiel: fer /f´er/, ‚Mann‘, mask. -o-Stamm, < urkelt. *wiros. Vgl. lat. vir. n- weist lediglich darauf hin, dass das dem betreffenden Substantiv nachfolgende Wort nasaliert wird. Die Angaben zur Aussprache beruhen auf Rückschlüssen durch Sprach- und Sprachstufenvergleich.
|           | Singular                | Plural           | Dual                       |
| Nominativ | fer /f´er/              | fir /f´ir´/      | dá ḟer /daː er/            |
| Vokativ   | á ḟir /a ir´/           | á ḟiru /a iru/   | –                          |
| Akkusativ | fer n- /f´er/           | firu /f´iru/     | dá ḟer /daː er/            |
| Genitiv   | fir /f´ir´/             | fer n- /f´er/    | dá ḟer /daː er/            |
| Dativ     | fiur /f´ir/ od. /f´iur/ | feraib /f´eriv´/ | dib feraib /d’iv´ f´eriv´/ |

An diesem Beispiel ist gut zu erkennen, dass die ursprünglichen Suffixe wie etwa *-i im Genitiv, die in Sprachen wie etwa dem Latein noch gut zu erkennen sind, im Altirischen teilweise nur als Reflexe erhalten sind (Qualität des Stammvokals, Palatalität des Auslauts). Auch die Endung -(a)ib im Dativ Plural ist eine entsprechende Verkürzung aus *-ibis (etwa *-ibis > *-ibih > *-ivih > *-ivi > -iv´). Vergleichbar mit etwa dem Latein tauchen in Konsonantenstämmen die betreffenden Konsonanten nur in einigen Fällen auf:
Beispiel: tene /t’en´e/, ‚Feuer‘, mask. Dentalstamm, < urkelt. *teφnet-.
|           | Singular                      | Plural               | Dual                                             |
| Nominativ | tene /t’en´e/                 | tenid /t’en´ið´/     | dá thenid, dá thene /daː θ´en´ið´/, /daː θ´en´e/ |
| Vokativ   | –                             | –                    | –                                                |
| Akkusativ | tenid n- /t’en´ið´/           | teintea /t’en´t’a/   | dá thenid, dá thene /daː θ´en´ið´/, /daː θ´en´e/ |
| Genitiv   | tened /t’en´eð/               | tened n- /t’en´eð/   | dá thened /daː θ´en´eð/                          |
| Dativ     | tenid /t’en´ið/, tein /t’en´/ | teintib /t’en´t’iv´/ | dib teintib /d’iv´ t’en´t’iv´/                   |

### Pronomina
Pronominalobjekte werden durch Affixe ausgedrückt, die bei absoluten Verbformen an die Endung, bei konjunkten Formen an den vortonigen Partikelkomplex angefügt werden; letztere werden in drei Klassen (A, B, C) eingeteilt, deren Verwendung sich nach der historischen lautlichen Umgebung richtet. Von den suffigierten Pronomina ist in klassisch altirischer Prosa nur das der 3. sg. m./f. verbreitet, die anderen werden bei einfachen Verben gewöhnlich unter Zuhilfenahme des leeren Präverbs no- mit dem Infix der Klasse A ersetzt.
|        |        | Pronominalsuffix |
| ------ | ------ | ---------------- |
| 1. sg. | 1. sg. | -um              |
| 2. sg. | 2. sg. | -ut              |
| 3. sg. | m.     | -i               |
| 3. sg. | f.     | -us              |
| 3. sg. | n.     | -i               |
| 1. pl. | 1. pl. | -unn             |
| 2. pl. | 2. pl. | -uib             |
| 3. pl. | 3. pl. | -us              |

|        |        | A     | B                   | C                      |
| ------ | ------ | ----- | ------------------- | ---------------------- |
| 1. sg. | 1. sg. | -mL   | -tomL, -tumL, -tamL | -domL, -dumL, -damL    |
| 2. sg. | 2. sg. | -tL   | -totL, -tatL, -tL   | -datL, -ditL           |
| 3. sg. | m.     | -aN   | -tN                 | -dN, -idN, -didN       |
| 3. sg. | f.     | -s(N) | -taH                | -daH                   |
| 3. sg. | n.     | -aL   | -tL                 | -dL, -idL, -didL       |
| 1. pl. | 1. pl. | -n    | -ton, -tan          | -don, -dun, -din, -dan |
| 2. pl. | 2. pl. | -b    | -tob, -tab, -dub    | -dob, -dub, -dib, -dab |
| 3. pl. | 3. pl. | -s(N) | -taH                | -daH                   |

Als selbständige Wörter kommen Personalpronomina im Altirischen nur im Nominativ und im Genitiv vor; der Nominativ kann als Prädikatsnomen der Kopula oder ohne direkte Beziehung zu einem Verb stehen.
|        |        | kurz    | emphatisch          |
| ------ | ------ | ------- | ------------------- |
| 1. sg. | 1. sg. | mé      | messe, meisse, mese |
| 2. sg  | 2. sg  | tú      | tussu               |
| 3. sg  | m.     | é       | ésom                |
| 3. sg  | f.     | sí      | sisi                |
| 3. sg  | n.     | ed      | (unattested)        |
| 1. pl. | 1. pl. | sní     | snisni              |
| 2. pl. | 2. pl. | sí, sib | sissi, sibsi        |
| 3. pl. | 3. pl. | é       | ésom                |

Die Possessivpronomina stehen unmittelbar vor dem Bezugswort und werden nicht flektiert.
|        |        | Pronoun          | Examples                                                                     |
| ------ | ------ | ---------------- | ---------------------------------------------------------------------------- |
| 1. sg. | 1. sg. | moL, m'          | mo mathair /mo ṽaθərʲ/ ‚meine Mutter‘, m'athair /maθərʲ/ ‚mein Vater‘        |
| 2. sg. | 2. sg. | doL, t', th'     | do macc /do ṽak/ ‚dein Sohn‘, t'ingen /tʲinʲɣʲən/ ‚deine Tochter‘            |
| 3. sg. | m.     | aL               | a thech /a θʲex/ ‚sein Haus‘                                                 |
| 3. sg. | f.     | aH               | a tech /a tʲex/ ‚ihr Haus‘, a ainm /a hanʲmʲ/ ‚ihr Name‘                     |
| 3. sg. | n.     | aL               | a chumtach /a xuṽdəx/ ‚seine Errichtung‘                                     |
| 1. pl. | 1. pl. | arN              | ar n-anmann /ar nanmaN/ ‚unsere Namen‘, ar tír /ar dʲiːr/ ‚unser Land‘       |
| 2. pl. | 2. pl. | forN, farN, barN | for n-anman /for nanmaN/ ‚eure Namen‘, for cland /for glaN(d)/ ‚eure Kinder‘ |
| 3. pl. | 3. pl. | aN               | a tech /a dʲex/ ‚ihr Haus‘, a n-anmann /a nanmaN/ ‚ihre Namen‘               |

### Weitere Wortarten
Alle weiteren in indogermanischen Sprachen üblichen Wortarten sind belegt, Artikel, Pronomina, Präpositionen, Numerale, Partikeln, Adverbien, Konjunktionen, Interjektionen.
Entsprechend den drei Genera gibt es drei vollständig flektierte, dem Substantiv vorangestellte Artikel, wobei diese jedoch in einigen Kasus zusammengefallen sind (Nominativ Singular: mask. in, int; fem. ind, in, int; neutr. a). Zum Teil unterscheiden sich jedoch auch anscheinend identische Artikel durch die Anlautmutation bzw. Nicht-Mutation des nachfolgenden Substantivs. Demonstrativpronomina
werden hingegen zusätzlich zum Artikel dem Substantiv nachgestellt.
Da vorwiegend synthetische Verbformen gebraucht werden, die Informationen zur Person bereits enthalten, sind Vorkommen von Personalpronomina relativ selten. Sie können jedoch als Hervorhebung verwendet werden, und in diesem Fall in mehreren Emphasestufen: mé (betont ‚ich, mich‘) > messe (stark betont ‚ich, mich‘). In der älteren Sprache werden Objektpronomen suffigiert (1. Pl. Sg. Akk. dann -um: berthum /b´erθum/ ‚er/sie/es trägt mich‘). Später werden sie infigiert (s. o., „Verben“), wobei je nach davor stehender Präposition/Partikel drei unterschiedliche Klassen von infigierten Personalpronomina gebraucht werden.
Die meisten Präpositionen sind einfach und verlangen jeweils den Dativ (a ‚aus‘, di ‚von‘, do ‚zu‘, re ‚vor‘) oder den Akkusativ (cen ‚ohne‘, eter ‚zwischen‘, la ‚mit‘), in einigen Fällen je nach Bedeutung (z. B. Ort/Richtung) auch beides. Sie verschmelzen, wie in den inselkeltischen Sprachen üblich, mit Personalpronomina zu den so genannten „konjugierten Präpositionen“:
- i ‚in‘, indium ‚in mir‘, indiut ‚in dir‘, and ‚in ihm, darin‘, indi ‚in ihr‘, indiunn ‚in uns‘, indib ‚in euch‘, indib ‚in ihnen‘.

Im Lauf der Zeit kommen daneben zusammengesetzte Präpositionen (aus Präposition und Substantiv, vgl. dt. anhand, aus an (der) Hand) stärker in Gebrauch. Diese verlangen dann meist den Genitiv.
Von den Numeralen werden nur dá ‚zwei‘, trí ‚drei‘ und cethir ‚vier‘ dekliniert, dies jeweils aber nach Genus getrennt. Dabei verlangen verschiedene Flexionsformen die Lenierung bzw. Nasalierung des gezählten Wortes (s. Anlautmutation). Die Zahlwörter cóic ‚fünf‘ und sé ‚sechs‘
lenieren ebenfalls, im Genitiv nasalieren sie (ohne spezielle Flexionsform). Die Zahlwörter secht ‚sieben‘, ocht ‚acht‘ und noí ‚neun‘ nasalieren das gezählte Wort.

## Syntax
Der neutrale Satz beginnt im Normalfall, wie in den inselkeltischen Sprachen üblich, mit dem Verb. Es folgen das Subjekt und danach alle folgenden Satzglieder. Fragen und Verneinungen werden mit Hilfe von Partikeln ausgedrückt. Auch Relativbeziehungen werden durch Partikeln gekennzeichnet, die jedoch nicht immer geschrieben (und wohl auch nicht immer gesprochen) wurden und sich dann lediglich durch die Mutation des nachfolgenden Wortes bemerkbar machen. Aber auch diese Mutation ist nur in manchen Fällen, und dann nicht immer eindeutig, gekennzeichnet. Beim Lesen des Altirischen ist daher eine gewisse Erfahrung mit den grammatischen Strukturen oder eine Erwartung des nachfolgenden Inhalts sehr hilfreich.
Pronominalobjekte wurden nach dem Frühaltirischen (ab ca. 750) im Normalfall ins Verb zwischen Vorsilbe und Wortstamm eingefügt, wie oben im Abschnitt „Verben“ dargestellt.

## Langfristige Bedeutung
Während des gesamten Mittelalters bestanden enge wirtschaftliche und kulturelle Kontakte zwischen Irland und den benachbarten Regionen, vor allem mit den anderen britischen Inseln, aber auch mit der Bretagne. Durch die Expansion von Teilen der Dál Riata nach Südwestschottland und die Ansiedlung von Iren auf der Isle of Man, deren jeweilige Zeitpunkte umstritten sind, wohl aber zwischen dem 5. und 7. Jahrhundert liegen, wurde das Altirische in die Kolonisierungsgebiete gebracht. Auch nach Wales gab es enge Beziehungen, das Irische konnte sich dort jedoch auf die Dauer nicht halten. Im Norden und Westen Schottlands sowie auf Man setzte sich das Irische dauerhaft durch und entwickelte sich (möglicherweise ab etwa dem 10. bis 12. Jahrhundert) jeweils eigenständig. Als verlangsamender Faktor trennender Entwicklungen gilt dabei vor allem der Einfluss der wandernden Dichter (filid), die sowohl in Irland als auch in Schottland ihrer Arbeit nachgingen und zu einer weitgehenden und lang anhaltenden Standardisierung zumindest der Schriftsprache in beiden Gebieten beitrugen. Als hauptsächlichstes Element trennender Entwicklungen kann hingegen der linguistische Einfluss der Wikinger gesehen werden, der in Schottland und auf Man ungleich größer war. Das Resultat der dauerhaften Ansiedlung von Skandinaviern (die in diesem Maße in Irland nicht stattfand) bestand einerseits vor allem in einer bedeutenden Anzahl von Lehnwörtern sowie Orts- und Flurnamen und
andererseits in der Vereinfachung der grammatischen Strukturen im Schottischen und im Manx.
Daher gehen einige Forscher von einer engeren Verwandtschaft des Schottisch-Gälischen und des Manx untereinander als einer dieser Sprachen mit dem Irischen aus. Daher werden die „Kolonialsprachen“ bisweilen als „Ost-Gälisch“ zusammengefasst, wobei das „West-Gälische“ nur das Irische umfasst. Diese Unterteilung ist jedoch umstritten, auch weil sie auf nachträglichen Einflüssen von außen (Skandinavier in Schottland und auf der Isle of Man) und nicht auf sprachinternen Entwicklungen beruht.